# Отвеј (Охајо)
Отвеј (енгл. Otway) град је у америчкој савезној држави Охајо.

## Демографија
По попису из 2010. године број становника је 87, што је 1 (1,2%) становника више него 2000. године.
| Група             | 2000.      | 2010.      |
| Белци             | 83 (96,5%) | 82 (94,3%) |
| Афроамериканци    | 0 (0,0%)   | 0 (0,0%)   |
| Азијати           | 0 (0,0%)   | 0 (0,0%)   |
| Хиспаноамериканци | 2 (2,3%)   | 0 (0,0%)   |
| Укупно            | 86         | 87         |